# Burmoniscus kagoshimaensis
Burmoniscus kagoshimaensis is een pissebed uit de familie Philosciidae. De wetenschappelijke naam van de soort is voor het eerst geldig gepubliceerd in 2003 door Nunomura.